# Gregorio Luperón
Gregorio Luperón (8 de septiembre de 1839, San Felipe de Puerto Plata, Departamento del Cibao - 20 de mayo de 1897, San Felipe de Puerto Plata, Distrito Marítimo de Puerto Plata) fue un comerciante, militar, masón, y político liberal dominicano, que participó en la Revolución Cibaeña, en la Guerra de Santo Domingo contra el Imperio Español y en la Guerra de los Seis Años. Se desempeñó como miembro del Triunvirato de 1866, ocupó el cargo de presidente del Gobierno Provisional con sede en San Felipe de Puerto Plata y tras el golpe de Estado contra Cesáreo Guillermo se convirtió en el vigésimo octavo presidente de la República Dominicana.
En 1879, durante su gobierno, incentivó el laicismo con la ayuda del masón separatista de la Capitanía General de Puerto Rico, Eugenio María de Hostos.
Se inició en la masonería en la Logia Nuevo Mundo n.º 5, de Santiago de los Caballeros y llegó a alcanzar el Grado 33. Fue fundador conjuntamente con el comerciante judío Ibrahim Cohen, de un floreciente negocio de exportación en San Felipe de Puerto Plata, desde donde se envió  madera dura tropical a Europea para la compañía Rothschild. Además fundó el extinto Partido Azul, que gobernó 20 años consecutivos la República Dominicana.

## Biografía
Fue hijo de Pedro Castellanos, dominicano blanco de clase media, quien no lo declaró y a quien nunca conoció, y de Nicolasa Luperón, una mujer negra cuyo origen es disputado por diversos historiadores:  Emilio Rodríguez Demorizi le atribuyó ascendencia francesa a través de Louis Duperon (hacendado francés en Puerto Plata del siglo 18), Miguel Ángel Monclús propone que Nicolasa inmigró desde la isla francesa de Martinica en las Antillas Menores, Rafael Alberto Brugal Paiewonsky le adjudica descendencia en los esclavos negros pertenecientes al ya mencionado hacendado Louis Duperon, mientras que Edwin Espinal Hernández sugiere que Nicolasa Duperon pudiera haber descendido o de los esclavos de Louis Duperon, o de los esclavos de Juan Duperón (quien fungió como gobernador de Puerto Plata en 1766), quien poseía esclavos de etnia congoses y calabaríes. Nicolasa Duperon fue parte de la emigración a Cuba durante la Gran Ola de Emigración que despobló el país producto de la invasión haitiana de 1805 y las masacres acaecidas durante dicha invasión.
Luperón fue al Colegio Evangélico (Miguel David Jasen Alfredo) Towler de la Iglesia Evangélica Dominicana, fundado en 1848. Debido a sus orígenes humildes, Luperón tuvo que trabajar desde niño para colaborar en la economía familiar. A la edad de 14 años encontró empleo a las órdenes de Pedro Eduardo, un comerciante establecido en San Felipe de Puerto Plata a quien algunas fuentes biográficas atribuyen la paternidad del joven. Luperón conocía bien la lengua inglesa, tenía dotes para la oratoria y en la biblioteca de su patrón pudo iniciar una sólida formación autodidacta.
A los 18 años se incorporó a la revolución de 1857 contra el presidente Buenaventura Báez, tomando parte de los combates en Samaná. Fue nombrado Comandante auxiliar del Puesto Cantonal de Rincón, por el Gobierno del José Desiderio Valverde.

## Guerra contra España

### Oposición a España
El 18 de marzo de 1861 el presidente dominicano Pedro Santana proclama la reincorporación de Santo Domingo al Reino de España durante el reinado de reina Isabel II, cuando eso sucedió Luperón tenía 22 años. Luperón formaba parte del grupo de dominicanos que se rebelan en contra de este hecho. 
El 25 de marzo de 1861, estando en Yásica, recibe una carta en la que lo invitan a oponerse a la anexión. El 28 de marzo llega a Puerto Plata y se opuso a firmar el acta de anexión a España. El 3 de agosto de 1862 fue apresado y encerrado por orden del General de las Reservas Provinciales de Santo Domingo Ceferino Suero Carmona, mientras realizaba actividades revolucionarias por Sosúa y San Felipe de Puerto Plata, pero escapó milagrosamente.
Al tiempo regresa en forma clandestina por San Fernando de Montecristi, y toma parte en el Levantamiento de Sabaneta encabezado por Lucas de Peña en febrero de 1863, y fue encargado de extender las operaciones de la rebelión hacia San José de las Matas. El movimiento fue derrotado por el Coronel de las reservas españolas José María Checo, quien más tarde pasó al lado de los restauradores. El levantamiento fracasa debido a que todavía la gran porción de la población tenía actitudes neutrales o favorables hacia la anexión. 
Tras una primera derrota se retira a las montañas y desde La Vega, forma contacto con otros rebeldes, y espera que volvieran a madurar condiciones para la revolución.

### Guerra de Santo Domingo
Después del llamado Grito de Capotillo en Dajabón el 16 de agosto del 1863 encabezado por Santiago Rodríguez y 14 hombres más, a Luperón le tocó tomar iniciativas en Moca y La Vega valiéndose de su rango de general.                 
Tan pronto le fue posible, se incorporó a las operaciones de Santiago donde quedó al mando del comandante en jefe de la guerra restauradora, el general Gaspar Polanco, quien había sido designado como tal por el consejo formado por Pedro Antonio Pimentel, Benito Monción y José Antonio Salcedo (Pepillo), por su antigüedad en el ejército de la Primera República. Desde su puesto, hostilizó a los españoles el 6 de septiembre en la Batalla de Santiago.
Fue un hombre de un fuerte sentido patriótico y de gran valor en el uso de las armas y las estrategias de guerra. Por estos méritos, cuando se supo que Pedro Santana pretendía invadir el Cibao, se le designa Jefe Superior de Operaciones en las provincias del sur y del este. En Santo Domingo, se bate de frente al ejército español, que era comandado por Pedro Santana, por entonces Marqués de Las Carreras. Pese a ser poderoso y disciplinado, el ejército español fue derrotado en una estrategia de guerra de guerrillas, debido esto a la inferioridad en número y en calidad de medios por parte de los rebeldes.
Luego reforzó las operaciones de Baní y San Cristóbal donde expulsó a los anexionistas. Retornó a Santiago, donde apoyó sin reservas el gobierno de Gaspar Polanco, a pesar de haberse negado a participar en el movimiento que derrocó a Salcedo, ya que entendía que bajo el gobierno de Polanco la guerra restauradora recuperaría el vigor que había perdido durante el gobierno de Salcedo.

### Batalla de Arroyo Bermejo
El 30 de septiembre de 1863 en el río Bermejo de Don Juan (Monte Plata), en los márgenes de aquel arroyo, flotaban frente a frente los pabellones de España y de la extinta república. Para Luperón dejar pasar al Teniente General Santana por Bermejo y escalar la pendiente del Sillón de la Viuda era la derrota total, pero logró pasar el arroyo, derrotó la retaguardia y ocupó San Pedro.

## Periodo posterior a la Guerra Restauradora
Vencido el ejército español, aceptó el cargo de Vicepresidente en el gobierno presidido por Benigno Filomeno de Rojas. Restaurada la República, regresó a su pueblo natal, Puerto Plata, donde estableció una casa comercial. 

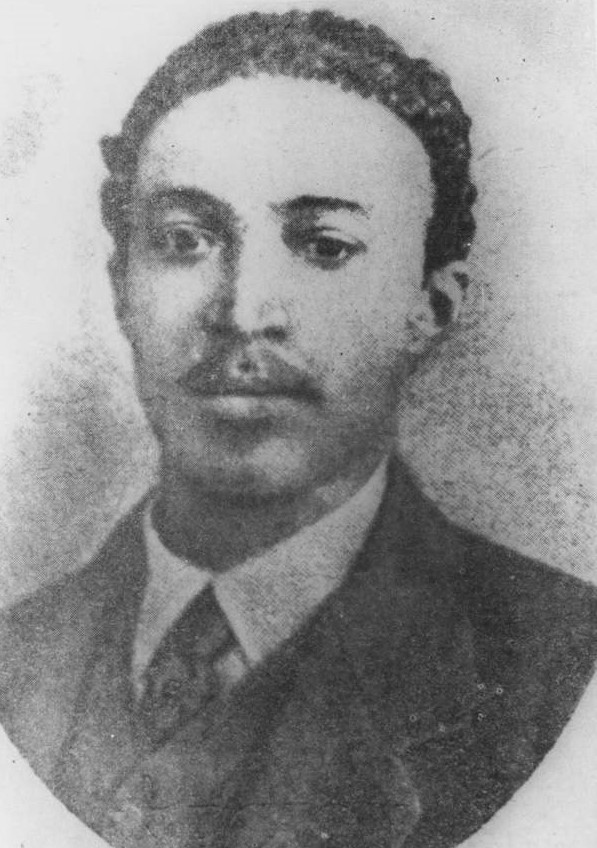
Fotografía del General de División Gregorio Luperón a principios de 1866.

Se opuso al regreso al poder de Buenaventura Báez, lo cual le llevó a la expulsión del país y al destierro. Pocos meses después, regresa para integrar el movimiento llamado Triunvirato de 1866, que derroca a Báez y se convierte  en gobierno.
El Triunvirato es disuelto en 1866 a favor de una constitucionalidad y para que asuma la Presidencia de la República el General José María Cabral.
El 25 de septiembre de 1867 fue nombrado miembro sectario de la Comisión Instaladora de la Respetable Logia Restauración n.º 11 de Puerto Plata, de la que también es uno de sus fundadores.

## Nuevo exilio

Busto de Gregorio Luperón en el Parque Independencia.

El gobierno de Cabral es derrocado en 1868, y Luperón es obligado a salir del país nuevamente por oponerse a las pretensiones de Báez, quien mirará hacia Estados Unidos para arrendarles la Península de Samaná.
Luperón logra preparar una expedición llamada "El Telégrafo", debido al nombre del barco utilizado para la misma.
Fracasa la expedición revolucionaria por la intervención de los Estados Unidos, con quien Báez estaba teniendo entendimientos para la venta de la península de Samaná. Esto motiva un nuevo extrañamiento de su país. Recobraría el apoyo de la opinión pública en América Latina en contra del plan de Báez; enviará protestadores al Senado de los Estados Unidos.
Recién cuando Báez es expulsado del poder por la "Revolución Unionista" en 1873, fue que Gregorio Luperón pudo regresar a Puerto Plata.

## Presidente provisional y ministro
Al ascender al poder Ulises Espaillat en  abril de 1876, Luperón es nombrado en el cargo de "Ministro de Guerra y Marina".
Ante la renuncia de Espaillat, de nuevo Luperón partirá al exilio, que durará en esta oportunidad cerca de dos años. Luego que sus antiguos enemigos González y Báez se alternen en el poder regresará otra vez al país.
En 1879 Luperón visitó Francia, asistiendo allí a un banquete al que concurrió el escritor Víctor Hugo. En París fue proclamado Presidente de Honor de las Sociedades Salvadores de Sena y Salvadores de Francia, además condecorado con la Legión de Honor.
Tras el derrocamiento del gobierno de Cesáreo Guillermo, Luperón asume la presidencia de un gobierno provisional con sede en Puerto Plata. Los catorce meses de este gobierno fueron de paz, de libertad y de progreso, produciendo unas elecciones limpias en 1880, en las que resultó electo presidente de la República el presbítero Fernando Arturo de Meriño, quien también fuera respaldado por Luperón.
En este gobierno, Luperón fue designado como enviado extraordinario y ministro plenipotenciario en Europa. De regreso al país, es nombrado delegado del Gobierno en el Cibao durante el régimen de Francisco Gregorio Billini. Tras la renuncia de Billini en 1885, se unirá al Vicepresidente Alejandro Woss y Gil.

## Revolución de 1886

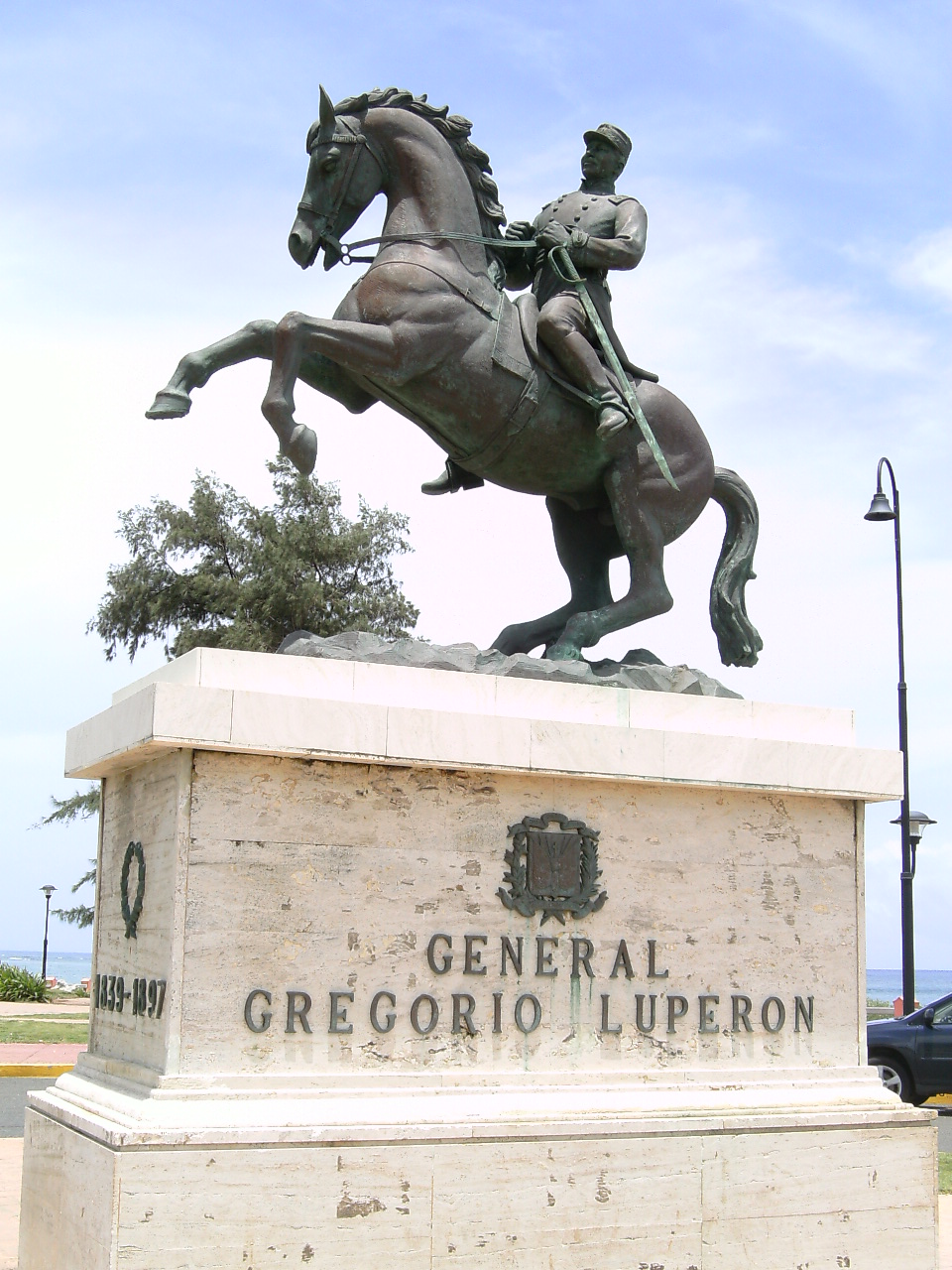
Estatua Ecuestre del Gregorio Luperón el Malecón cerca de la fortaleza San Felipe.

Desde su cargo, Luperón se enfrentará a la revolución de 1886 en Puerto Plata, contribuyendo así al triunfo de Ulises Heureaux y al ascenso de éste a la presidencia en 1887.
Heureaux, también de Puerto Plata, y quien había sido un valiente restaurador como Luperón, comenzaría a desarrollar un gobierno despótico y dictatorial, lo cual generó en Luperón arrepentimiento y decepción. Esto provocó que se marchara al exterior, desde donde lo combatiría. Su campaña fracasó por falta de apoyo del gobierno haitiano.

## Exilio

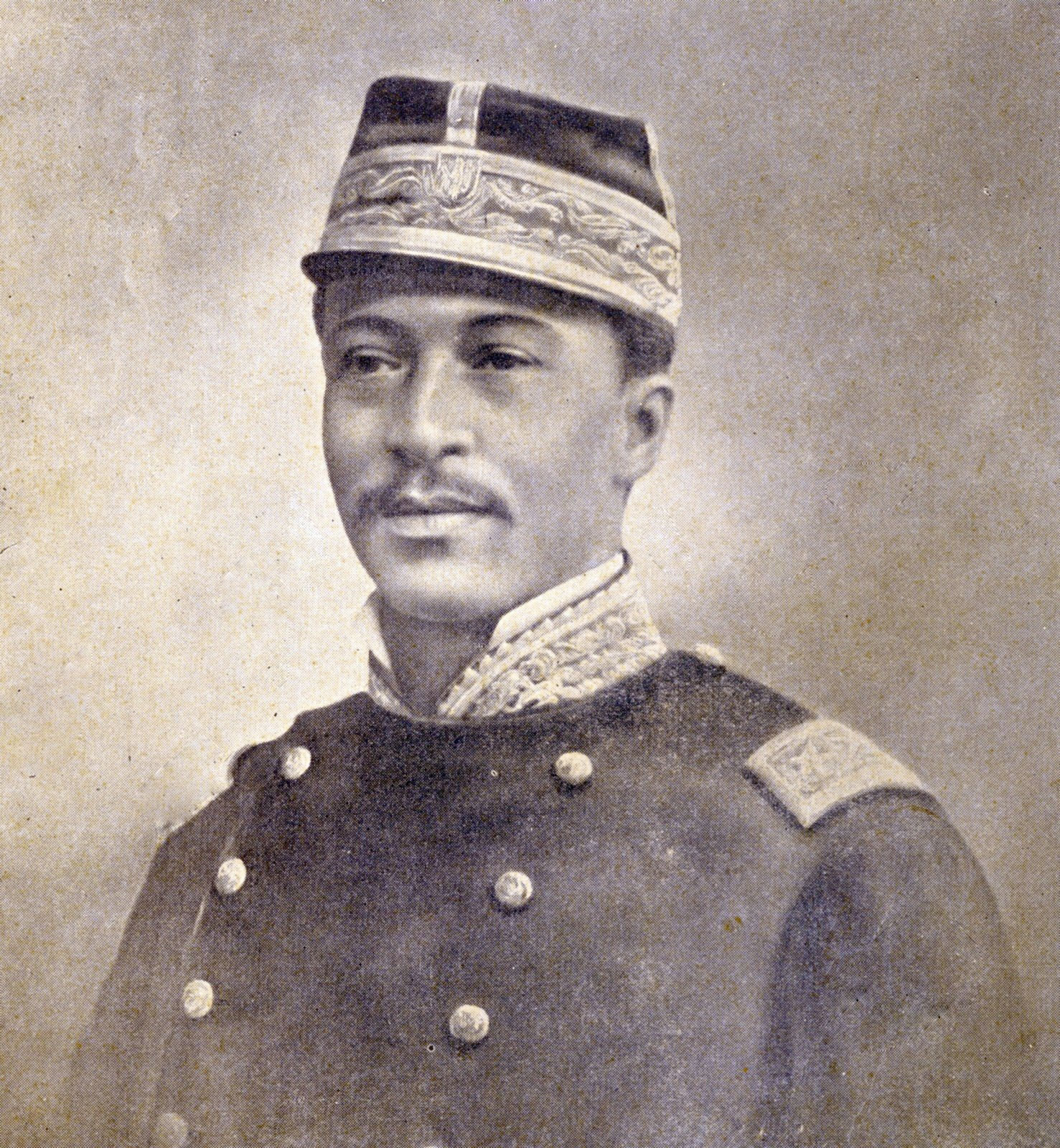
La fotografía mas conocida del General de División Gregorio Luperón.

### Malestar
A mediados de 1895 Luperón comenzó a quejarse de una tenaz neuralgia en uno de los últimos molares inferiores e hizo que se le extrajera la muela. La cavidad que ocupara la muela no cicatrizó, y se le ulceró; comenzaron a alterársele los pies (dice su hija que de estar sentado, pues pasó muchos meses sin salir escribiendo su autobiografía); se puso entonces bajo tratamiento de los médicos de Saint Thomas.
En 1896 el doctor Mortesen le explica su situación y le dice que como él va a morir en muy poco tiempo, quería saber el precio que el doctor cobraba por embalsamarlo para que lo trajeran a San Felipe de Puerto Plata. No le había tentado hasta entonces en ninguna ocasión el pensamiento de la regresar a la República Dominicana mientras gobernara Ulises Heureaux. En diciembre de 1896 en un gesto de gratitud éste va a Saint Thomas para llevarlo a su hogar y Luperón acepta volver al país mas no consiente volver en el mismo barco que Heureaux.

## Fallecimiento/muerte

### Retorno de Saint Thomas

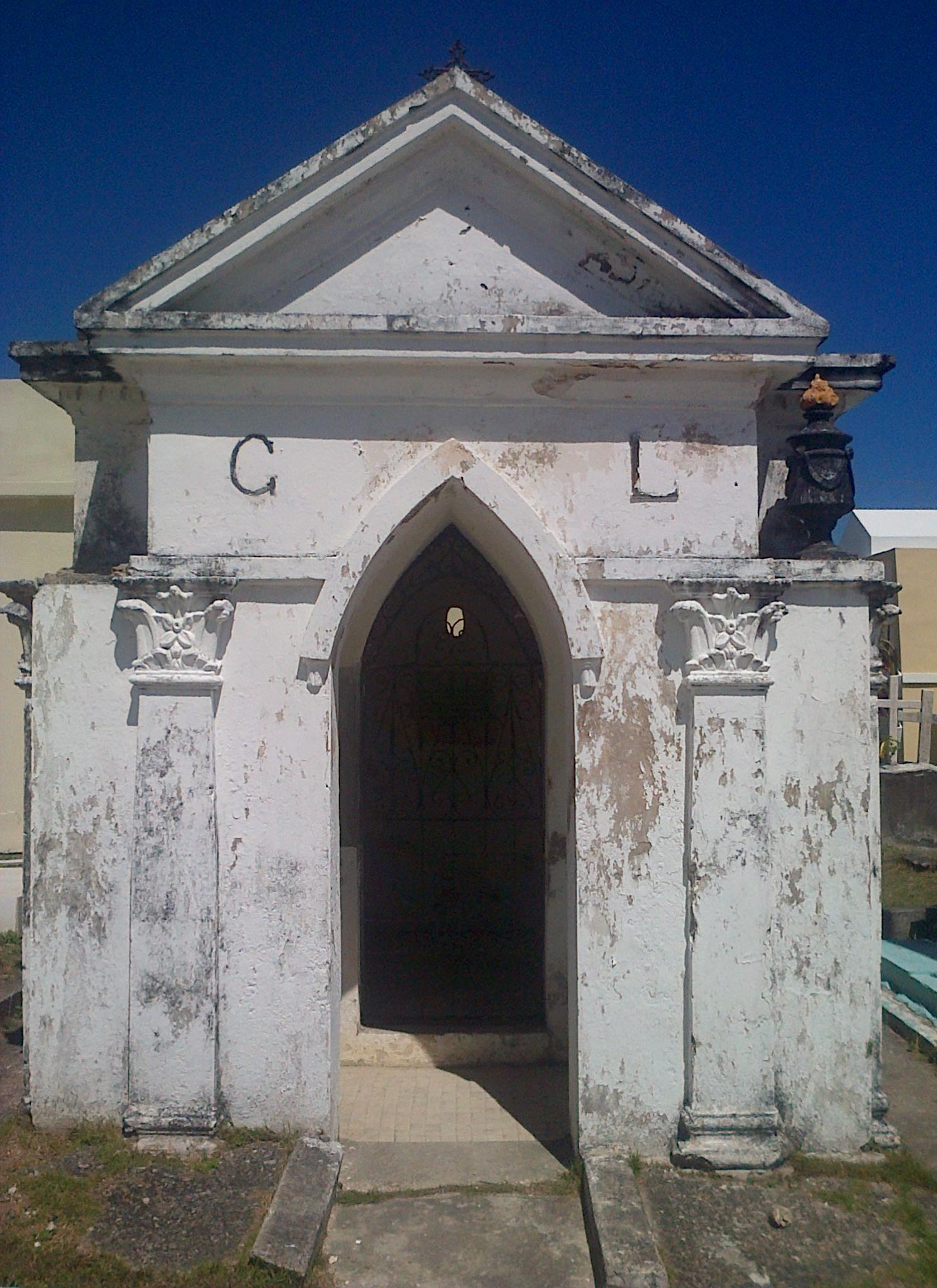
Tumba de Gregorio Luperón.

El 15 de diciembre de 1896 sale de Saint Thomas hacia Puerto Plata y llega al puerto de Santo Domingo gravemente enfermo, no desembarca. El presidente Heureaux lo visitó a bordo y dispuso de un médico extranjero para que vaya a asistirlo en San Felipe de Puerto Plata. El doctor de la Fosse es el escogido, y le atiende durante los cinco últimos meses de su vida. Estuvo postrado en el lecho durante meses antes de su fallecimiento. El 20 de mayo de 1897 antes de morir dijo:

“Los hombres como yo no deben morir acostados”.
Gregorio Luperón

Apenas Luperón pudo alzar la cabeza y a las 9:30 de la noche falleció de cáncer en su natal San Felipe de Puerto Plata.

## Posteridad

### Honores

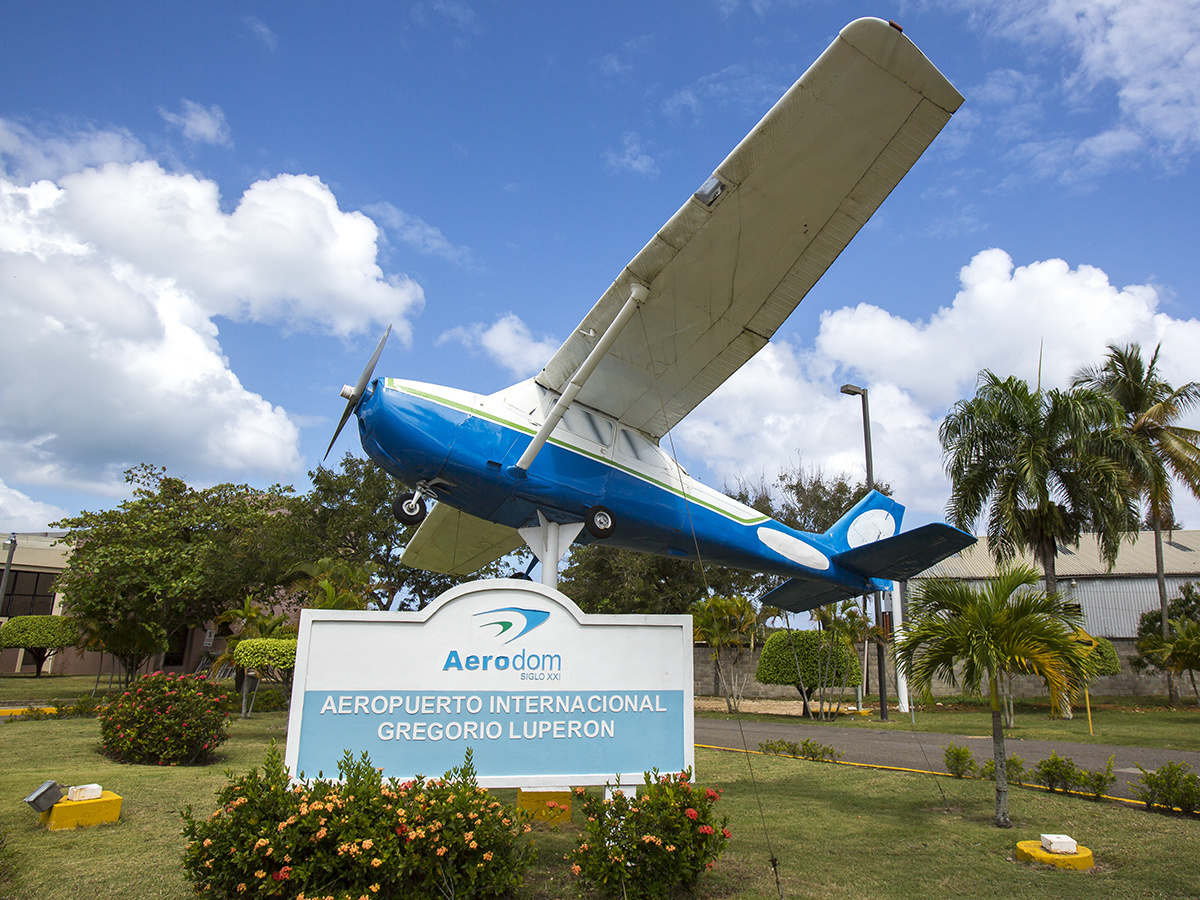
Aeropuerto Internacional Gregorio Luperón.

En 1979 durante la presidencia de Antonio Guzmán se inauguró el Aeropuerto Internacional Gregorio Luperón en el municipio Sosúa.
En 1992 se fundó la secundaria Gregorio Luperón en Manhattan.